# Панихидный приказ
Панихидный приказ — учреждение в Русском царстве в XVII веке. Предметом занятий этого приказа было поминовение лиц царского дома (и других лиц, имеющих государственное значение — например, погибших в больших сражениях), он посылал указы о занесении лиц в синодики по городам, монастырям и церквям.

## История
По сведениям ЭСБЕ, приказ был известен с 1663 по 1686 г.; им заведовал дьяк, однако современные исследователи прослеживают историю панихидных дьяков и подьячих с середины 1610-х годов и предполагают, что ведомство было создано для легитимизации власти Романовых. С 1696 года приказ более не упоминается в источниках. Неопределённость дат существования приказа в том числе и с тем, что в течение длительного времени функция этого учреждения выполнялась не отдельным приказом, а отделением приказа Большого дворца.

### Список руководителей
- с 11 июля 1616 года по 1618/1619 год — подьячий Давыд Ксенофонтов
- с 1618/1619 года по 10 марта 1620 года — дьяк Григорий Рукавов; подьячий Давыд Ксенофонтов
- с 1620 года по 1624/1625 год — подьячий Давыд Ксенофонтов
- с 10 апреля 1625 года по 1629/1630 год — дьяк Филип Митрофанов, подьячий Моисей Таскаев (в 1625 году с января по май)
- с 12 марта 1635 года по 10 сентября 1638 года — князь Юрий Андреевич Сицкий, дьяки Иван Федоров (1635 год, 13 марта), Тимофей Голосов (1635 год, 19 мая), Савин Завесин (с 1637/1638 года)
- с 1639/1640 года по 1643/1644 год — дьяк Савин Завесин
- 1649/1650 год — дьяк Кирилл Афиногенов
- с 16 июня 1656 года по 1 марта 1664 года — дьяк Михаил Матвеев
- с 1664 года по 1667 год — Матвей Семенович Коптев
- с 5 ноября 1667 года по 1670/1671 год — дьяк Никита Шарапов
- с 1 сентября 1673 года по 1678/1679 год — жилец Иван Курагин Кучецкий, дьяк Степан Савин
- с 1680/1681 по 1684/1685 — дьяк Степан Савин
- со 2 апреля 1694 года по 11 декабря 1696 года — дьяк Матвей Власов
- с 11 декабря 1696 года — дьяк Михаил Савин